# Goran Hadžić
Goran Hadžić (tiếng Serbia: Горан Хаџић, phát âm là [gɔ̌ran xǎdʒiː tɕ]; sinh 7 tháng 9 năm 1958 - mất 12 tháng 7 năm 2016) là một tướng Serbia gốc Croatia Serbia, cựu Thủ tướng của Đông Slavonia và cựu tổng thống của Cộng hòa Serbia Krajina trong Chiến tranh Độc lập Croatia.
Ông đã bị cáo buộc tội ác chống lại loài người và vi phạm pháp luật và thông lệ chiến tranh bởi Tòa án tội phạm quốc tế Nam Tư cũ. Tòa án đã ban hành một bản cáo trạng cáo buộc ông tham gia vào các hành động tội phạm được lãnh đạo bởi Slobodan Milošević ở Croatia từ tháng 6 năm 1991 đến tháng 12 năm 1993 với mục tiêu loại trừ bắt buộc và vĩnhh viễn những 1/3 những người dân không phải là người Serb khỏi lãnh thổ của Croatia, và cuộc đàn áp và vụ giết người Croat và những người không phải là người Serb khác, trong đó có tội ác tại Vukovar.
Ông đã bị bắt giữ bởi chính quyền Serbia vào ngày 20 tháng 7 năm 2011. Ông là kẻ chạy trốn còn lại cuối cùng của Tòa án.